# مريد بازار
مريد بازار (بالفارسية: مرید بازار) هي قرية تقع في البلدة المركزية في إيران. يقدر عدد سكانها بـ 240 نسمة بحسب إحصاء 2016.